# Roaring Westward
Roaring Westward è un film del 1949 diretto da Oliver Drake.
È un western statunitense a sfondo musicale con Jimmy Wakely, Dub Taylor e Dennis Moore.

## Produzione
Il film, diretto da Oliver Drake su una sceneggiatura di Ronald Davidson, fu prodotto da Louis Gray per la Monogram Pictures e girato nel giugno 1949. Il titolo di lavorazione fu Boom Town Bad Men.

## Distribuzione
Il film fu distribuito negli Stati Uniti dal 15 settembre 1949 al cinema dalla Monogram Pictures.

## Promozione
Le tagline sono:
- ROARING INTO ACTION... To Corral A Ring Of Killers!
- BOOM TOWN BAD MEN STRIKE ON THE SAVAGE GOLD FRONTIER!
- Jimmy's headin' for trouble two ways... with the law... and with the lawless after his scalp!
- SIX-GUN TRAP SET FOR OUTLAWS!